# Paradrino dasyops
Paradrino dasyops är en tvåvingeart som först beskrevs av Louis-Paul Mesnil 1969.  Paradrino dasyops ingår i släktet Paradrino och familjen parasitflugor. Inga underarter finns listade i Catalogue of Life.